# Wolf-Dietrich von Xylander
Wolf-Dietrich von Xylander (ur. 9 kwietnia 1903 w Monachium, zm. 15 lutego 1945 w Struppen) – niemiecki generał, uczestnik agresji na Polskę i Francję oraz ataku na Związek Radziecki.
W armii niemieckiej służył od 1921 roku. W 1939 roku uczestniczył w ataku na Polskę z 206 Dywizja Piechoty, a w 1940 roku w agresji na Francję z 300 Dywizja Piechoty. Pełnił w niej funkcję szefa sztabu. Następnie brał udział w ataku na Związek Radziecki. W czasie agresji na ZSRR, był kolejno szefem sztabu: 2 Armii, XXXXIX Korpusu Górskiego, 17 Armii i Grupy Armii Północna Ukraina. Podczas ofensywy zimowej prowadzonej przez Armię Czerwoną od stycznia 1945 roku pełnił funkcję szefa sztabu niemieckiej Grupy Armii Środek. W trakcie działań wojennych został zabity przez żołnierzy armii USA.

## Ordery i odznaczenia
- Krzyż Rycerski Krzyża Żelaznego